# قهوة مخمرة

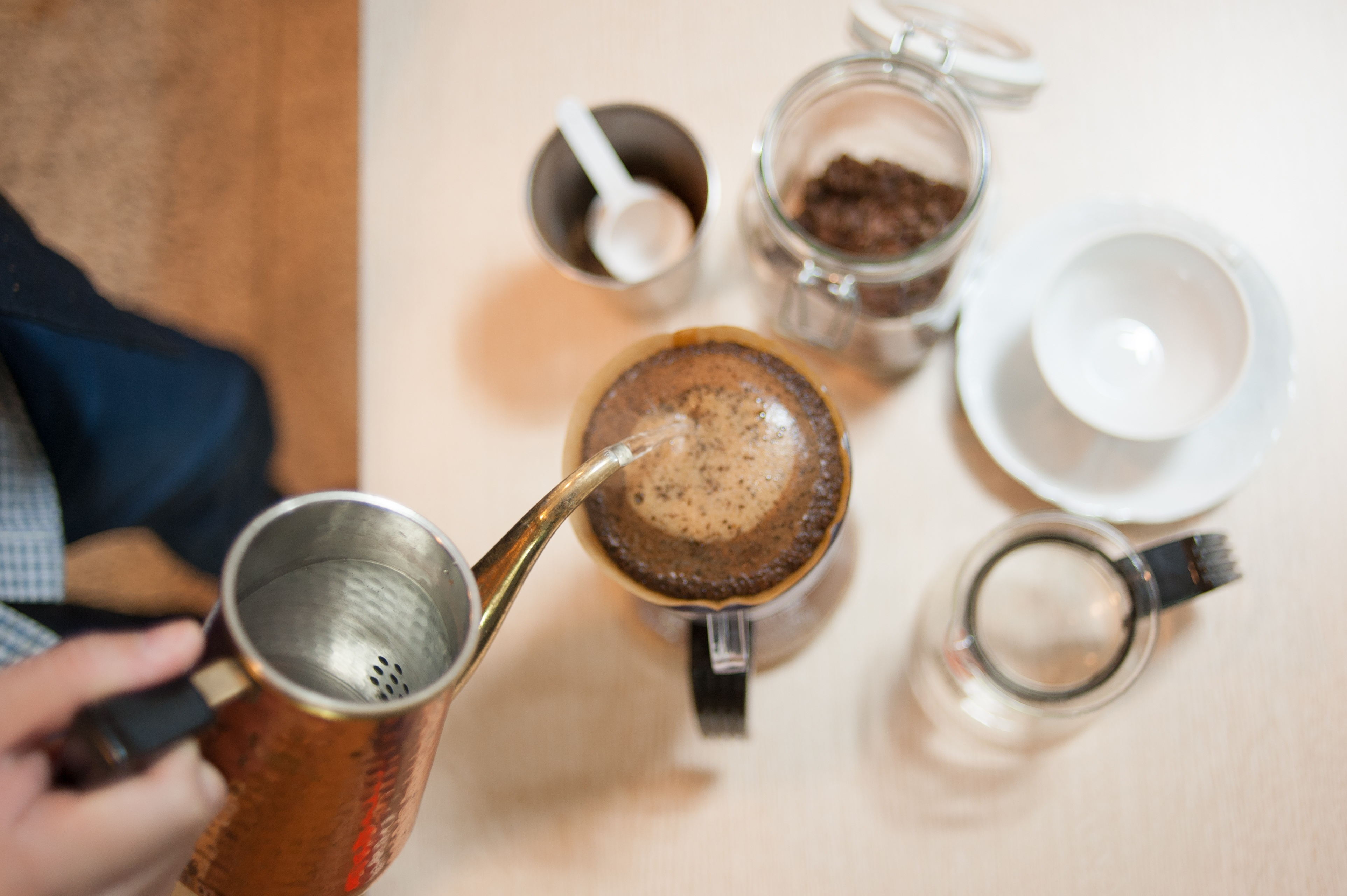
القھوة المحضرة بقنینة خاصة

تحضر القهوة المخمرة (أو القهوة المقطرة) بسكب الماء الساخن على حبوب البن المطحونة، مما يسمح لها بالتخمير. هناك عدة طرق للقيام بذلك، بما في ذلك استخدام مرشح. غالبًا ما تعكس المصطلحات المستخدمة للقهوة الناتجة الطريقة المستخدمة، مثل القهوة المخمرة بالتنقيط، أو القهوة المفلترة، أو القهوة المخمرة بالغمر بشكل عام. يُشار عادةً إلى القهوة المقطرة المُخمرة يدويًا باسم القهوة المصبوبة.  خلال هذه العملية يتسرب الماء من خلال البن المطحون ويمتص المركبات الكيميائية المكونة له ثم يمر عبر مرشح. يتم الاحتفاظ بالقهوة المستخدمة في الفلتر، بينما يتم جمع القهوة المخمرة في وعاء مثل إبريق أو زجاجة.

## تاريخ
اخترع ميليتا بنتز فلتر القهوة الورقي في ألمانيا عام 1908 ليستخدم في صنع المشروب في جميع أنحاء العالم. في عام1954، حصلت شركة ويقمنت، التي اخترعها جوتلوب ويدمان، على براءة اختراع في ألمانيا كونها أول شركة لتصنيع البيرة بالتنقيط.
استبدلت آلات تحضير القهوة المقطرة بدورق القهوة في السبعينات بسبب ميل المرتشحات إلى الإفراط في استخراج القهوة، مما جعلها تزداد مرارة. إحدى فوائد المرشحات الورقية: يمكن التخلص منها مع القهوة بعد استخدامها، دون الحاجة إلى تنظيف الفلتر. فالمرشحات الدائمة هي الآن شائعة أيضًا، مصنوعة من صفائح معدنية مثقبة رقيقة أو شبكة بلاستيكية رفيعة تعمل على الترشيح ولكنها تسمح للقهوة بالمرور، مما يلغي الحاجة إلى شراء فلاتر منفصلة لا يمكن العثور عليها في بعض أجزاء العالم.

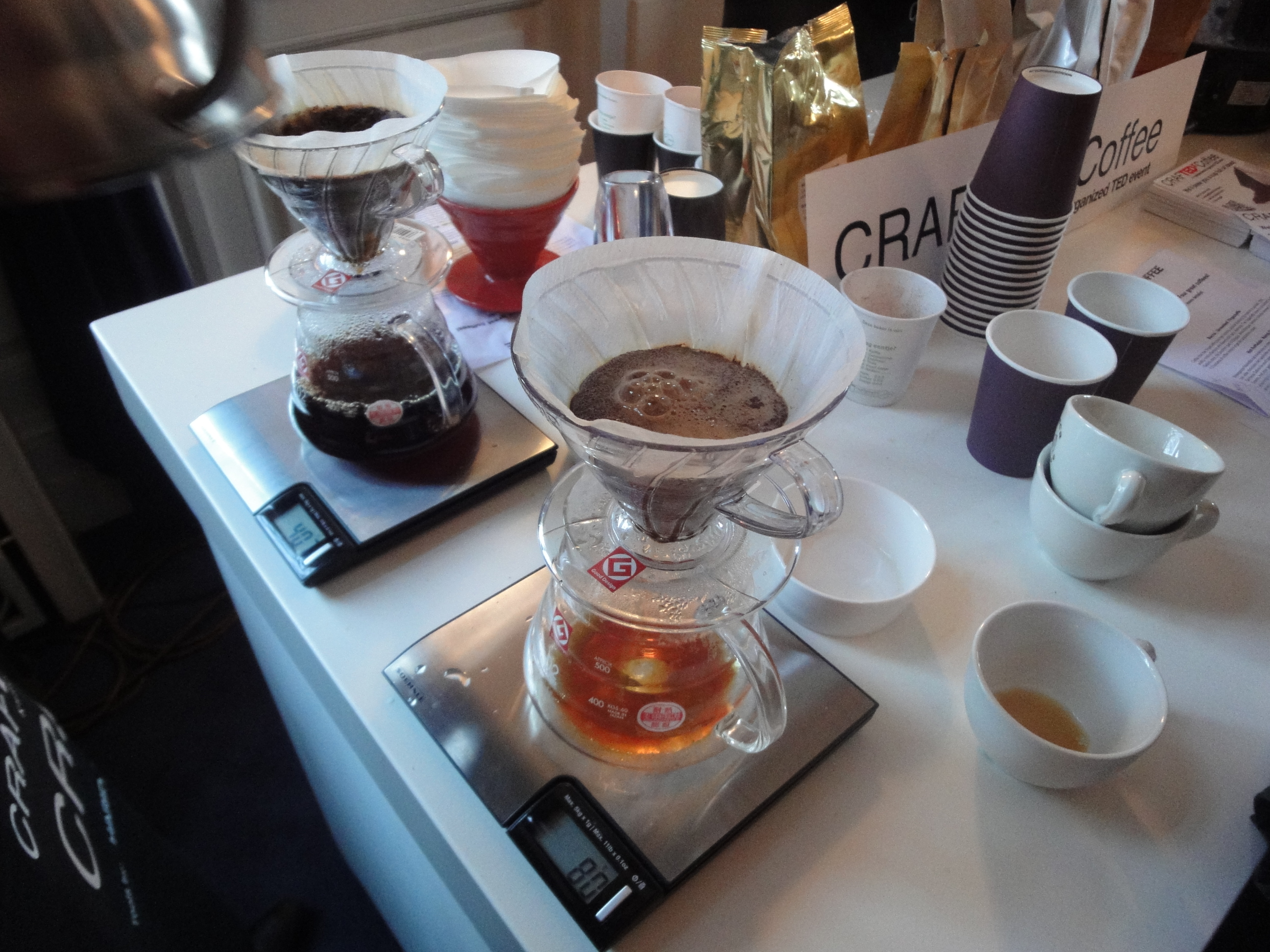
يتسرب الماء من بين البن المطحون عبر مرشح الورق ، ويتم جمعه بعد ذلك في وعاء يوضع أسفل حامل يستخدم في تخمير التنقيط.

بالإضافة إلى صيانة الماكينة، ولكنها تقلل التكلفة الإجمالية وتنتج نفايات أقل.
القھوة المرشحة عنصر أساسي في ثقافة التذوق عند الیابانیین.
التخمير بالتنقيط هو طريقة تستخدم على نطاق واسع لتخمير القهوة. هناك العديد من أجهزة التقطير اليدوية في السوق، مما يوفر قدرًا أكبر من التحكم في مقاييس التخمير مقارنة بالآلات الأوتوماتيكية، والتي تشتمل على صمامات سدادة وغيرها من الابتكارات التي توفر تحكمًا أكبر في وقت التنقيع ونسبة القهوة إلى الماء. كما تتوفر أيضا بعدة اشكال منها الصغيرة، والمحمولة، والقهوة المقطرة ذا الحصة الواحدة والتي لا تحتفظ سوى بالمرشح والباقي على أعلى قدح أو الكأس. يصب الماء الساخن ويسقط مباشرة في الكأس.
التخمير مع مرشح الورق ينتج القهوة مُصفّاة وخفيفة. في حين أن هذه القهوة خالية من الرواسب، إلا أنها تفتقر إلى بعض زيوت القهوة وجواهرها، حيث علقِت في مرشح الورق، في حين أن المرشحات المعدنية لا تقوم بإزالة هذه المكونات.
.يمكن ملاحظة أن القهوة في قاع الكأس أقوى من تلك الموجودة في الأعلى، خاصة عند استخدام قنينة ضيقة طويلة القامة، وذلك لأن أقل نكهة يمكن إستخراجها من القهوة مع تقدم عملية التخمير. وقد تم إجراء مناقشة رياضية حول تحقيق قوة قابلة للمقارنة في كوبين من القهوة تقريبا باستخدام تسلسل ثيومورس للصب. أثار هذا التحليلمقالة غريبة الأطوار في الصحافة الشعبية.
والشكل الأقل شيوعاً من تخمير التنقيط هو وعاء قابل للانعكاس أو «القلب» يعرف باسم نابوليتانا.